# Cowboy Junction
Cowboy Junction è un film del 2006 diretto da Gregory Christian.

## Trama
In Texas, un avvocato torna a casa e porta come sorpresa alla moglie sola ed affamata di sesso un bel cowboy da utilizzare come tuttofare. La donna accetta la cosa ignorando che tra i due uomini c'è molto di più che un semplice rapporto tra datore di lavoro e dipendente.

## Produzione
Il film venne girato in soli 9 giorni con un budget limitato di 70.000 dollari.

## Citazioni cinematografiche
- Mentre la moglie lo minaccia con un coltello, il marito dice "Le tue buffonate su 'Baby Jane' non funzionano su di me." Questo è un riferimento al film Che fine ha fatto Baby Jane? (1962).
- Il marito fa un commento sulla moglie e il loro gay handyman citando la serie Will & Grace.